# 프로젝트 677 라다형 잠수함
프로젝트 677 라다형 잠수함은 초도함의 함명을 따 상트페테르부르크급 잠수함으로도 알려져 있다. 라다형은 러시아의 최신4세대 디젤 잠수함으로 AIP장치도 장비하고 있다.
2010년 기준으로 중국의 최신형 디젤 잠수함인 041형 잠수함은 킬로급의 외양에 AIP를 탑재한 점에서 라다급과 매우 비슷하다.

## 아무르급
라다급의 수출형은 아무르급 잠수함이라고 부른다. 아무르-1850이 수상배수량 1,850톤, 수중배수량 2,600톤이다.

## 선박
- B-585 상트페테르부르크 1997년 12월 26일 용골설치, 2004년 10월 28일 진수, 2010년 취역 예정
- B-586 크론슈타트 2005년 7월 28일 용골설치, 건조중
- B-587 페트로자보드스크 2006년 7월 용골설치, 건조중
- B-588 세바스토폴 2006년 11월 10일 용골설치, 건조중

## 같이 보기
- 214형 잠수함
- 041형 잠수함
- 고틀란드급 잠수함 - 세계 최초, 스웨덴 최초의 AIP 잠수함
- 손원일급 잠수함 - 대한민국 최초의 AIP 잠수함
- 소류급 잠수함 - 일본 최초의 AIP 잠수함
- 프로젝트 677 라다형 잠수함 - 러시아의 AIP 잠수함
- 039형 잠수함 - 중국 최초의 AIP 잠수함